# Rockhammar
Rockhammar – miejscowość (tätort) w Szwecji, w regionie administracyjnym (län) Örebro, w gminie Lindesberg.
Według danych Szwedzkiego Urzędu Statystycznego liczba ludności wyniosła: 265 (31 grudnia 2015), 265 (31 grudnia 2018) i 271 (31 grudnia 2019).